# Kwa Sani
Kwa Sani (officieel Kwa Sani Local Municipality) is een gemeente in het Zuid-Afrikaanse district Harry Gwala.
Kwa Sani ligt in de provincie KwaZoeloe-Natal en telt 12.898 inwoners.

## Hoofdplaatsen
Het nationaal instituut voor de statistiek, Stats SA, deelt sinds de census 2011 deze gemeente in in 11 zogenaamde hoofdplaatsen (main place):
Garden Castle • Himeville • Kwa Sani NU • KwaPitela • Mhlangeni • Mkhomazana • Mqatsheni • Okhalweni • Pevensey • The Ridge • Underberg.